# Омельня (платформа)
Омельня́ (бел. Амяльня́) — остановочный пункт пассажирских поездов пригородного сообщения вблизи деревни Омеленская Слобода Бобруйского района (Могилёвская область, Белоруссия).
Расположен между остановочными пунктами Микуличи и Данилов Мост (отрезок Осиповичи — Жлобин железнодорожной линии Минск — Гомель). Действует пригородное пассажирское сообщение электропоездами по маршруту Осиповичи — Жлобин, а также дизель-поездом по маршруту Рабкор — Жлобин.
Примерное время в пути со всеми остановками от ст. Осиповичи I — 1 ч. 35 мин., от ст. Жлобин — 35-45 мин.
Билетная касса в здании платформы отсутствует; билет на проезд можно оплатить у кассиров (поезда на данном участке сопровождаются кассирами) или приобрести онлайн.